# Rached Arfaoui
Pour les articles homonymes, voir Arfaoui.
Rached Arfaoui (arabe : رشاد العرفاوي), né le 7 mars 1996 à Tunis, est un footballeur tunisien. Il évolue au poste d'ailier droit à Ghazl El-Mahalla.

## Biographie

### En club
Formé au Club africain, il joue son premier et unique match avec l'équipe première en championnat le 13 avril 2014 à Grombalia, contre Grombalia Sport (0-0), en entrant à la 73e minute à la place de Khaled Korbi. 
En 2016, il part pour l'Olympique de Béja. 
Le 27 août 2018, il s'engage avec l'Avenir sportif de Soliman. Il joue avec ce club un total de 51 matchs en championnat, pour treize buts inscrits. Le 7 septembre 2020, il se met en évidence en marquant un doublé en championnat, sur la pelouse du Croissant sportif chebbien (match nul 3-3). Le 24 janvier 2021, il s'illustre à nouveau avec un doublé lors de la réception du Club africain, permettant à son équipe de l'emporter (2-1).
En juillet 2021, il signe un contrat avec l'Espérance sportive de Tunis.

### En sélection
Il a participé avec les moins de 17 ans à la CAN 2013 au Maroc et y a disputé 83 minutes contre le Maroc lors de la phase des poules. La Tunisie a terminé troisième et s'est qualifiée pour la coupe de monde.
Lors de cette compétition qui se déroule aux Émirats arabes unis, il joue 34 minutes contre le Venezuela et le match entier contre le Japon. Il joue également 57 minutes en huitièmes de finale contre l'Argentine (défaite 3-1).

## Palmarès
- Championnat de Tunisie : 2022